# Isabelle Beauruelle
Isabelle Beauruelle (ur. 28 stycznia 1968, zm. 6 maja 2018) – francuska judoczka. Zajęła piąte miejsce na mistrzostwach świata w 1997; uczestniczka zawodów w 1991; druga w drużynie w 1998. Startowała w Pucharze Świata w latach 1990-1993 i 1995-2000. Mistrzyni Europy w 1991; siódma w 1994, a także zdobyła pięć medali w drużynie. Wicemistrzyni igrzysk śródziemnomorskich w 1997. Wygrała igrzyska frankofońskie w 1994. Wicemistrzyni Francji w 1989 i 1991 roku.